# Acordul de liber schimb între Uniunea Europeană și Statele Unite

Uniunea Europeană (verde) și Statele Unite ale Americii (portocaliu) pe harta lumii.

Parteneriatul transatlantic de comerț și investiții (în engleză Transatlantic Trade and Investment Partnership, prescurtat TTIP) este o propunere a unui acord de liber schimb între Uniunea Europeană (UE) și Statele Unite ale Americii (SUA). Susținătorii afirmă că acordul ar duce la o creștere economică multilaterală, în timp ce criticii spun că ar crește puterea corporativă și ar face să fie mai dificil pentru guverne de a reglementa piețele de utilitate publică. Guvernul american consideră acest acord fiind unul important pentru parteneriatul trans-pacific. După ce o propunere de acord a fost divulgată în martie 2014 Comisia Europeană a lansat o consultare publică cu privire la un set limitat de clauze.

## Background
Barierele economice dintre UE și SUA sunt deja relativ scăzute, nu numai datorită participării în Organizația Mondială a Comerțului (OMC), dar și datorită unor acțiuni mai recente, cum ar fi acordul UE-SUA Open-Skies și eforturile depuse de Consiliul Economic Transatlantic. Comisia Europeană susține că realizarea unui acord comercial transatlantic ar putea duce la creșterea comerțului dintre țările respective cu până la 50%.  Cu toate acestea, relațiile economice sunt uneori tensionate, existând dispute comerciale frecvente între cele două economii, multe dintre acestea aduse în fața Organizației Mondiale a Comerțului. Câștigurile economice ale TTIP au fost prezentate într-un raport emis de Casa Albă și Comisia Europeană. 
Anumite versiuni de zone de schimb liber transatlantice au deja fost propuse în anii 1990 și mai târziu în anul 2006 de către cancelarul german Angela Merkel, în urma neînțelegerilor de la seria de discuții Doha legate de comerțul mondial. Cu toate acestea, protecționismul prezent de ambele părți ar putea constitui un obstacol în calea unui acord ulterior.  Acesta a fost propus pentru prima dată în 1990 când, la scurt timp după încheierea Războiului Rece, Comunitatea Europeană (12 țări) și SUA au semnat o "Declarație transatlantică." Aceasta a solicitat menținerea în continuare a NATO, precum și pentru a summit-urile anuale, reuniunilor bianuale a miniștrilor de stat, precum și întâlnirile frecvente între personalități politice și funcționari de rang înalt.

## Comerț
| Direcțiile comerțului | Bunuri          | Servicii        | Investiții      | Total           |
| --------------------- | --------------- | --------------- | --------------- | --------------- |
| UE spre SUA           | €260 miliarde   | €139.0 miliarde | €112.6 miliarde | €511.6 miliarde |
| SUA spre UE           | €127.9 miliarde | €180 miliarde   | €144.5 miliarde | €452.4 miliarde |

## Beneficii
Implementarea acordului TTIP ar duce la "liberalizarea a o treime din comerțul mondial", care ar crea milioane de locuri de muncă.   "Având în vedere că nivelul taxelor vamale între Statele Unite și UE sunt deja scăzute, Centrul Regatului Unit pentru Politica de cercetare economică estimează că 80 la sută din potențialele câștiguri economice din acordul TTIP depind de reducerea normelor duplicate dintre UE și SUA pe diferite domenii, de la siguranța alimentară la piese auto. " O strategie de succes (conform lui Thomas J. Bollyky, de la Consiliul pentru Relații Externe și Anu Bradford, din Columbia Law School), se va concentra pe sectoarele de activitate în care legile comerciale transatlantice și reglementările locale se suprapun, de exemplu in domeniile farmaceutice, agricole, precum și de comercializare financiară.  Acest aspect va asigura că Statele Unite și Europa rămân "actorii care fac standardele, și nu cei care le adoptă" în economia mondială, ulterior asigurându-se că producătorii din întreaga lume continuă să graviteze spre standarde comune SUA-UE. 
O evaluare economică realizată în martie 2013 de către European Centre for Economic Policy Research estimează că un astfel de acord global ar duce la creșterea anuală a PIB-ului cu 68-119 miliarde de euro în UE până în 2027 și o creștere anuală a PIB de 50-95 miliarde de euro în SUA, pe același interval de timp. De asemenea, raportul estimează că o variantă redusă a  acordului concentrată numai asupra tarifelor vamale ar genera o creștere anuală a PIB-ului în UE de 24 de miliarde de euro până în 2027 și o creștere anuală de 9 miliarde de euro în SUA. În cazul în care aceste venituri sunt împărțite în mod egal între persoanele afectate de TTIP, "venitul anual suplimentar pentru o familie de patru persoane" s-ar majora cu "545 de euro în UE" respectiv "655 de euro în SUA". 

## Efectul asupra altor țări

SUA și UE (albastru închis) și alți membri posibili, precum NAFTA și EFTA (albastru deschis)

Unele propuneri pentru o zonă de liber schimb transatlantic îi poate include de partea americană pe membrii din Acordul Nord-American de Comerț Liber (Canada și Mexic) și de partea europeană, pe cei din Asociația Europeană a Liberului Schimb (Islanda, Norvegia, Elveția și Liechtenstein). Mexicul are deja un acord de liber schimb cu EFTA și UE, în timp ce Canada are unul cu EFTA și negociază unul cu UE. Aceste acorduri ar putea fi puse în practică de un acord UE-SUA, mărind potențialurile zonei de liber schimb.
La începutul anului 2013, observatorii canadieni din mass-media au speculat că lansarea discuțiilor SUA-UE pune presiuni asupra Canadei de a încheia propriile negocieri a Acordului de Liber Schimb cu UE spre sfârșitul anului 2013. Țările care au acorduri vamale cu UE, în special Turcia, s-ar putea confrunta cu perspectiva deschiderii piețelor lor pentru mărfurile americane, neavând acces la propriile bunuri fără un acord separat cu SUA.

## Legături externe
- Eșecul tratativelor comerciale SUA-UE. Care sunt efectele pentru România, 31 august 2016, digi24.ro